# عبد المحسن بالة
عبد المحسن بالة لاعب كرة قدم ليبي ولد في عام 1984 ويلعب في مركز الدفاع لنادي التحدي الليبي.

## سجل اللاعب
| الرقم | المواسم والنادي  | اهدافه | عدد المباريات |
| ----- | ---------------- | ------ | ------------- |
| 25    | 2005 نادي التحدي | 1      | 18            |
| 25    | 2006 نادي التحدي | 2      | 18            |
| 25    | 2007 نادي التحدي | 0      | 14            |
| 25    | 2008 نادي التحدي | 1      | 11            |
| 5     | 2009 ؟؟؟         | 1      | 7             |